# Jean-Claude Veilhan
Jean-Claude Veilhan (* 9. Februar 1940 in Nizza) ist ein französischer Komponist, Blockflötist und Klarinettist.

## Leben und Wirken
Jean-Claude Veilhan studierte Klarinette am Regionalkonservatorium von Versailles und Kammermusik an der École Normale de Musique de Paris, als Schüler von Jean Françaix. Außerdem studierte er unter Zuhilfenahme historischer Lehrbücher das Spiel der Blockflöte. Veilhan lehrte am Conservatoire National Supérieur de Musique et de Danse in Lyon und am städtischen Konservatorium in Saint-Ouen.
Veilhan trat regelmäßig mit verschiedenen Ensembles in Erscheinung, so unter der Leitung von Jean-Claude Malgoire oder Jean Maillet, unter anderem als Solist mit dem Chalumeau. Auch spielt er den Cromorne français, ein Bassinstrument um 1700, aus der Familie der Rohrblattinstrumente.

## Veröffentlichungen
(alle im Verlag Alphonse Leduc)
- Die Musik des Barock und ihre Regeln.
- The Rules of musical interpretation in the baroque era.
- Les Règles de l'interpretation musicale à l'Epoque Baroque.
- Méthode rapide de flûte à bec.
- La Flûte à Bec - Enseignement complet en 3 parties.
- J'Apprends la flûte à bec soprano.
- J'Apprends la flûte à bec alto.

## Diskografie (Auswahl)
- Les Folies d'Espagne. (Arion)
- Molter: 6 Konzerte für Hohe D-Klarinette. (Disques Pierre Verany)